# Folketingsåret 2021/2022
Folketingsåret 2021/2022 påbegyndtes tirsdag d. 5. oktober 2021 ved Folketingets åbning og dækker over folketingssamling 2021/2022. Året afsluttes officielt 3. oktober 2022.

## Åbningen
Ved åbningen d. 5. oktober var aldersformanden Bertel Haarder, der for 11. gang var den der havde siddet i Folketinget i længst tid. Åbningen startede med gudstjeneste i Christiansborg Slotskirke ved biskop over Lolland-Falsters Stift Marianne Gaarden.
Til formand blev Henrik Dam Kristensen (A) valg. Præsidiet blev valgt med 1. næstformand: Karen Ellemann (V), 2. næstformand Pia Kjærsgaard (O), 3. næstformand Trine Torp (F) og 4. næstformand Rasmus Helveg Petersen (B).
I forbindelse med åbningen var der foruden adgang for journalister 40 tilhørerpladser. Billetter hertil tildeltes efter først til mølle-princippet. Dertil var det muligt at vinde en billet via Folketingets Facebook-side. Åbningen blev overværet af H.M. Dronningen, Kronprins Frederik, Kronprinsesse Mary og H.K.H. Prinsesse Benedikte.
Ved åbningen fremlagde Regeringen Mette Frederiksen dele af sit lovprogram for det kommende folketingsår i sin åbningstale.